# Lucienne Legrand (1920-2022)
Pour les articles homonymes, voir Lucienne Legrand et Legrand.
Lucienne Legrand est une actrice française née le 18 juillet 1920 à Douai (Nord) et morte le 19 octobre 2022 à Nogent-le-Rotrou. Elle s'est également produite au début de sa carrière sous le pseudonyme de Lucienne Vigier.

## Biographie

### Jeunesse
De son vrai nom Lucienne Jeanne Marie Charlot, elle naît le 18 juillet 1920 à Douai dans le Nord d'André Léon Raymond Georges Charlot, secrétaire, décoré de la croix de guerre, et Suzanne Paule Marie Louise Vigier, dont elle pendra le nom comme premier pseudonyme.

### Mort
Elle meurt le 19 octobre 2022 à Nogent-le-Rotrou, Eure-et-Loir, à l'âge de 102 ans,. Elle faisait partie du cercle des actrices centenaires francophones aux côtés de Renée Simonot (1911-2021), Sabine André (1913-2011), Jacqueline Ferrière (1921-2024) et Micheline Presle (1922-2024).

### Vie privée
Lucienne Legrand épouse le scénariste et producteur Henri André Steigelmann dit André Legrand (1896-1985) le 15 décembre 1944. Le couple a un fils, Olivier, qui deviendra photographe sous le nom d'Olivier Steigel, avant de divorcer le 5 mars 1964.
Elle a été la compagne de Fernand Gravey (1905-1970), avec lequel elle entretenait une liaison depuis 1960, durant les dernières années de la vie de l'acteur.

## Théâtre
- 1950 : Ce soir à Samarcande de Jacques Deval, mise en scène Jean Darcante, théâtre de la Renaissance
- 1967 : Le Nouveau Testament de Sacha Guitry, mise en scène André Valtier et Fernand Gravey, théâtre des Variétés
- 1973 : Madame Sans-Gêne de Victorien Sardou, mise en scène Michel Roux, théâtre de Paris

## Filmographie

### Cinéma
- 1941 : Chèque au porteur de Jean Boyer
- 1941 : Ici l'on pêche de René Jayet
- 1941 : Romance de Paris de Jean Boyer
- 1942 : Le Prince charmant de Jean Boyer
- 1942 : Boléro de Jean Boyer
- 1942 : Mam'zelle Bonaparte de Maurice Tourneur
- 1942 : L'Appel du bled de Maurice Gleize
- 1944 : Coup de tête de René Le Hénaff
- 1944 : L'aventure est au coin de la rue de Jacques Daniel-Norman
- 1945 : Les Enfants du paradis de Marcel Carné
- 1946 : Jeux de femmes de Maurice Cloche
- 1948 : Après l'amour de Maurice Tourneur
- 1948 : L'Inconnu d'un soir de Hervé Bromberger et Max Neufeld
- 1950 : L'Invité du mardi de Jacques Deval
- 1953 : Rue de l'Estrapade de Jacques Becker
- 1953 : Les Trois Mousquetaires d'André Hunebelle

- 1954 : Les cloches n'ont pas sonné (Ungarische Rhapsodie) de Peter Berneis et André Haguet
- 1954 : Par ordre du tsar  d'André Haguet - version française du précédent

- 1954 : La Castiglione de Georges Combret
- 1954 : Le Vicomte de Bragelonne de Fernando Cerchio
- 1955 : Frou-frou de Augusto Genina
- 1955 : Milord l'Arsouille d'André Haguet
- 1957 : Paris Music Hall de Stany Cordier
- 1957 : Le rouge est mis de Gilles Grangier
- 1972 : Chère Louise de Philippe de Broca
- 1972 : César et Rosalie de Claude Sautet
- 1973 : Elle court, elle court la banlieue de Gérard Pirès
- 1973 : Le Silencieux de Claude Pinoteau
- 1973 : Traitement de choc d'Alain Jessua
- 1973 : L'Événement le plus important depuis que l'homme a marché sur la Lune de Jacques Demy
- 1973 : Le Magnifique de Philippe de Broca
- 1973 : Prêtres interdits de Denys de La Patellière
- 1973 : Salut l'artiste d'Yves Robert
- 1973 : Le Train de Pierre Granier-Deferre
- 1974 : Stavisky d'Alain Resnais
- 1974 : La Race des seigneurs de Pierre Granier-Deferre
- 1974 : Verdict  d'André Cayatte
- 1974 : Vincent, François, Paul… et les autres de Claude Sautet
- 1975 : Émilienne de Guy Casaril
- 1975 : Le Téléphone rose d'Édouard Molinaro : la secrétaire de Levêgue
- 1976 : Dracula père et fils d'Édouard Molinaro
- 1976 : Mado de Claude Sautet
- 1977 : Madame Claude de Just Jaeckin
- 1977 : La Dentellière de Claude Goretta
- 1978 : L'Ordre et la sécurité du monde de Claude d'Anna
- 1978 : La Carapate de Gérard Oury
- 1979 : Le Cavaleur de Philippe de Broca
- 1979 : I Love You, je t'aime (A Little Romance) de George Roy Hill
- 1982 : La Boum 2 de Claude Pinoteau
- 1988 : La Passerelle de Jean-Claude Sussfeld
- 1997 : Love in Paris d'Anne Goursaud
- 2000 : L'Extraterrestre de Didier Bourdon
- 2010 : L'Essentiel féminin de Sophie Guillemin

### Télévision
- 1972 : Talleyrand ou le Sphinx incompris de Jean-Paul Roux
- 1974 : Au théâtre ce soir : L'Amant de madame Vidal de Georges Berr et Louis Verneuil, mise en scène Michel Roux, réalisation Georges Folgoas, Théâtre Marigny
- 1974 : Au théâtre ce soir : Madame Sans-Gêne de Victorien Sardou et Émile Moreau, mise en scène Michel Roux, réalisation Georges Folgoas, théâtre Marigny
- 1991 : Cas de divorce, épisode Ruchet (18) : Juliette Guereau